# 察合台
察合台（蒙古语：ᠴᠠᠭᠠᠲᠠᠶ；约1184年—1242年），亦译察阿歹、茶合带、茶合䚟、察合歹、察合带、察合䚟、察哈歹、察哈台、察哈䚟、察罕代等，是成吉思汗之子，为早期大蒙古国的显赫人物。察合台是成吉思汗发妻孛儿帖的次子，以精通并严格遵行蒙古法律习俗，且性情严苛而闻名。成吉思汗认为他性格过于执拗，尤在从不认可兄长术赤是成吉思汗亲生一事上彰显无遗，故而未将察合台列入蒙古皇位继承之列。但在成吉思汗驾崩后及弟弟窝阔台在位期间，察合台实是确保大蒙古国稳定的关键人物。
1211年，蒙古兴兵征讨金朝；1219年，蒙古入侵花剌子模王朝，其间，察合台与三名兄弟共同统兵作战。征讨花剌子模王朝战役，察合台除主理战场军务外，亦肩负组织后勤的重任，但围攻玉龙杰赤时，与术赤意见相左而起争执，遂遭父亲斥责。战后，察合台受封中亚广袤征服之地，统治此地直至薨逝。察合台与麻合没的·牙剌瓦赤等文职官员就管辖权问题起纷争，亦常就治国方略向窝阔台建言。窝阔台于1241年驾崩后未几，察合台亦在1242年薨逝。察合台的子孙统治其领土，遂成察合台汗国。

## 生平

### 早年与性格
察合台之母孛儿帖，诞生于弘吉剌部，弘吉剌部居住在沿也里古纳河以南合剌温山一带，位于今内蒙古自治区境内。约1178年，经七年婚约，孛儿帖与蒙古首领铁木真成婚。彼时，“蒙古”一词仅指蒙古东北部一部落成员，因其在大蒙古国形成过程中起核心作用，后遂以该词指代所有部落。孛儿帖诞下长女豁真后，遭蔑儿乞人掳掠奸污，她其后所生之子术赤生父存疑，但铁木真认可术赤为己出。察合台生于1183年末或1184年，为铁木真确凿的亲生长子。察合台有同胞弟妹六人：弟弟窝阔台、拖雷，妹妹扯扯亦坚、阿剌合、秃满伦、阿儿塔隆。
1206年，铁木真统一蒙古诸部，召开大会忽里勒台，众人共尊他为“成吉思皇帝”，是为成吉思汗。成吉思汗旋即整顿新建的大蒙古国，将国家分封给皇室成员。察合台受封按台山附近领地，此地曾为乃蛮部所统治。察合台还获封来自札剌亦儿、巴鲁剌思、速勒都思、雪你惕、朵豁剌惕等部落的四千或八千属民。察合台的两位正妻也速伦可敦、朵坚可敦皆为弘吉剌部女子，二人是孛儿帖堂兄弟合答之女；也速伦最受宠爱，是他最喜爱的次子木阿秃干之母。察合台亦纳花剌子模太后秃儿罕可敦的两名孙女为妾。察合台其余诸子，有长子莫赤也别，是也遂伦斡耳朵的女奴所生，故而不为父亲所重，另有生母不详的第三子别勒格失（木阿秃干死后，察合台欲立为继承人，却13岁夭折）、第四子撒儿班、第五子也速蒙哥、第六子拜答儿、第八子拜住，及朵坚所生的第七子合答海。
察合台以精通蒙古律法与传统习俗著称，尤其恪遵成吉思汗的旨意。据部分史料记载，成吉思汗曾委托察合台及自己养子失吉忽秃忽执行法典《札撒》。朱兹贾尼等中世纪编年史家，皆提及察合台性情严肃，诠释律法严苛至极。

### 军事征战
1211年蒙古兴兵入侵金朝，察合台与兄弟术赤、窝阔台共掌右军。蒙古人自成吉思汗位于今内蒙古自治区的作战大本营挥师南下：先攻打归绥与大同间诸州郡，继而绕太行山西麓北行入山西，于1213年秋掳掠山西诸州郡，夺取敌军骑兵后备队的牧场。1219年蒙古入侵花剌子模王朝，察合台负责修桥开路，以加速蒙古进军，保障通讯线路畅通，其间察合台的家臣张荣亦襄助他监修道路与桥梁 。
察合台与窝阔台负责围攻讹答剌城，讹答剌城长官亦纳勒术肇起此次入侵，而他们父亲与两名兄弟则继续前行。讹答剌城中居民顽强抵御，达五个月之久，后因主将哈剌察叛降而势弱，哈剌察因背主不忠，被窝阔台与察合台处决。至1220年2月，讹答剌城沦陷；亦纳勒术在城堡又坚守一个月，终为所俘。蒙古人为报复亦纳勒术的所作所为，遂将讹答剌全城百姓，或屠杀，或掳为奴隶，同时洗劫并摧毁城镇。察合台与窝阔台押解亦纳勒术至正围攻撒麻耳干的父亲处，亦纳勒术在撒麻耳干郊外被当众处决。
随后，察合台与窝阔台奉命前往花剌子模王朝都城玉龙杰赤与术赤会合，参与围攻。此次围攻耗时良久，长达四至七个月，战况异常激烈：负隅顽抗的花剌子模守军迫使蒙古军队展开激烈的逐屋城鎮戰，玉龙杰赤城中大半区域，或被燃烧的石脑油焚毁，或因堤坝坍塌而遭水淹没而毁。1221年4月，玉龙杰赤城破，城中居民，或遭屠戮，或被掳为奴隶。通常关于玉龙杰赤之围的叙述称，术赤与察合台就战事推进策略产生争执。术赤因视玉龙杰赤这座富庶之城为自己未来的领地，故而希望尽量减少损毁。而察合台则并无此顾虑。成吉思汗闻此内斗之事，下令擢升窝阔台担任统帅，统辖两位兄长。然而，历史学家艾骛德认为，兄弟二人间冲突的叙述是后来编造，旨在巩固窝阔台统治大蒙古国的权力，实则玉龙杰赤之围全程，术赤始终主导战事。
1221年夏，塔里寒城破，察合台回至父亲身边。彼时，察合台尚不知自己最喜爱的儿子木阿秃干在围攻范延堡时已殒命，应木阿秃干遗孀的要求，成吉思汗已令蒙古人将范延堡全城百姓屠戮殆尽。成吉思汗因察合台未能在蒙古军伤亡不大的情况下攻克玉龙杰赤而恼怒，决意让儿子学会自控。成吉思汗将察合台召至营帐，指责他未遵命令；察合台回答道：“我等愿遵成吉思汗所令者行事。设稍有违误，愿受惩而死。”成吉思汗随后告知木阿秃干的死讯，且命令察合台不得哀伤。察合台强抑悲痛，及至独处，才崩溃而痛哭落泪。后至1221年11月，申河之战中花剌子模王子札兰丁战败之际，察合台亦在场，且在父亲最后一次征讨西夏时，率军镇守后方。

### 皇位继承问题

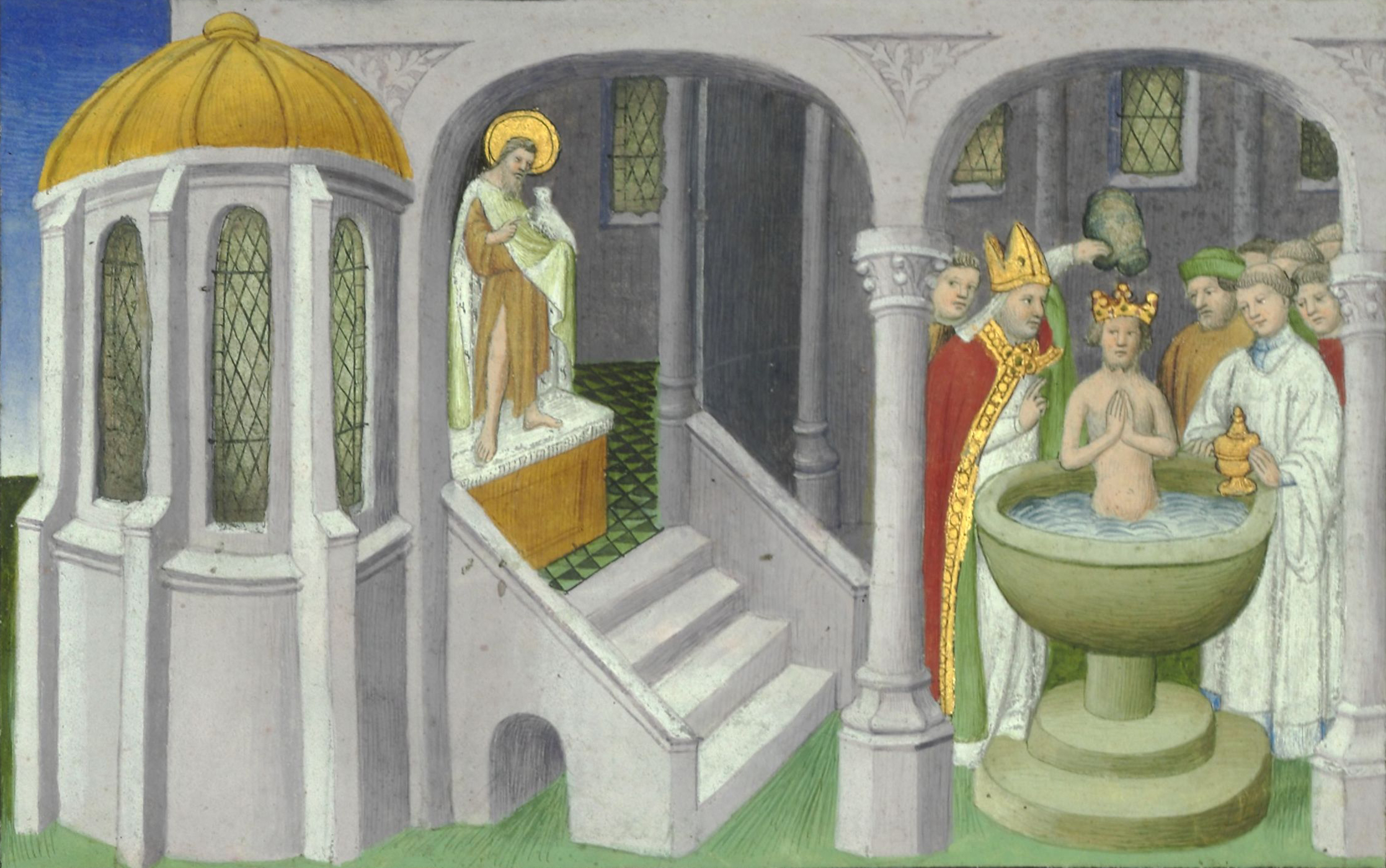
取自15世纪早期《马可·波罗游记》手稿中微型画，描绘察合台受洗为基督徒的场景，但并无证据表明他曾信奉基督教。

蒙古草原诸部落，并无固定的继承制度，而是倾向于在统治者死后，召集忽里勒台选举继承人；尤重要者，忽里勒台并无义务遵循前任统治者的意愿。虽然部分蒙古人以为察合台的特质，可成为他父亲皇位继承的上等人选，但成吉思汗觉得他过于拘执、心胸狭隘，此等执拗性格，实不宜为统治者。成吉思汗亦担忧察合台对术赤深恶痛疾，察合台视术赤为私生子，曾在一次家庭会议上，称兄长为“蔑儿乞惕种”，还在父亲面前与他争斗。基于这些缘由，成吉思汗未将察合台列入皇位继承之列。术赤亦因传闻中非成吉思汗亲生而被摒除，尽管成吉思汗本人不在意此事。成吉思汗最终指定二人的弟弟窝阔台为皇位继承人。
1227年成吉思汗驾崩后，1229年窝阔台即位前，察合台对稳定大蒙古国的局势，功绩卓著。拖雷担任监国，亦是继统人选，曾谋划自行称皇帝。约1225年术赤薨逝后，察合台拥有成吉思汗长子的权威，与诸人恒守成吉思汗遗愿，阻止任何篡权夺位之举。察合台与拖雷及叔父帖木格共同主持登极仪式，且在窝阔台在位期间，始终是其坚定追随者。窝阔台因此常向兄长征询建议，还遣长子贵由担任察合台的侍卫。不过，察合台亦曾诃责窝阔台酗酒无度，使他同意限制饮酒杯数；窝阔台则觅得一只超大酒杯，以遁避此限制。

### 中亚统治者

13世纪晚期察合台汗国地图，其疆域从河中地区的不花剌、撒麻耳干等城延伸至新疆的阿力麻里地区

花剌子模战役既毕，察合台受封中亚广袤领土，其地起于阿力麻里附近的前畏吾儿故地（后为其都城与夏牧场），迄于河中地区的乌浒河（为其冬牧场） 。这片大致涵盖今乌兹别克斯坦、塔吉克斯坦、吉尔吉斯斯坦、哈萨克斯坦南部及中国新疆维吾尔自治区部分地区的领地，在12世纪末曾由西辽统治，其人口由游牧与定居者相杂组成。察合台及其后裔大体上依循蒙古传统，保持游牧生活方式，常与河中地区各定居地的达鲁花赤龃龉，此等达鲁花赤并非察合台家族的代表，而是大蒙古国统治者的代表。
未几，察合台与达鲁花赤麻合没的·牙剌瓦赤龃龉顿生。1238年，制筛匠马合木·塔剌必率领不花剌百姓起义，反抗赋税要求，塔剌必的叛乱获四方响应，遂驱逐蒙古驻军。察合台未施援手，而是将叛乱交付窝阔台处置，窝阔台的军队迅即镇压起义；百姓几遭屠戮，幸而牙剌瓦赤向窝阔台力辩仅部分百姓附逆，才获赦免。察合台颇有可能借此局势损害牙剌瓦赤的利益，尽管具体细节不详 。
俄而，察合台擅自变动牙剌瓦赤管辖下的乌浒河以北数州郡长官。牙剌瓦赤向窝阔台投诉，窝阔台遂责令兄长陈明原委。得察合台复信致歉，窝阔台平息此纷争，令双方满意，他赐一个州郡为察合台封地，调牙剌瓦赤往华北地区担任要职，又擢升牙剌瓦赤之子麻速忽接替其父职位，赋予他与父亲同等的权力。察合台亦与弟弟在呼罗珊地区的达鲁花赤阔里吉思起争执。

### 薨逝与遗产

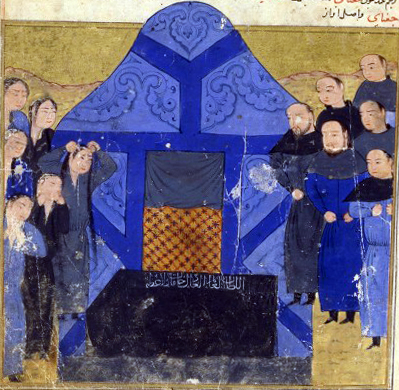
取自15世纪《史集》手稿中对察合台汗葬礼的描绘

1241年12月，窝阔台因酗酒驾崩，察合台遂为实际上的决定皇位归属者。窝阔台最宠爱的妻子木哥起初掌控大权，但贵由之母暨窝阔台预定继承人失烈门的祖母脱列哥那图谋临朝称制；关键在于，她说服察合台，使他相信自己堪任称制，得察合台支持，遂获临朝称制。1242年，察合台薨逝，术赤之子拔都取代他为成吉思汗家族的宗王之长。也速伦指控察合台的管家、中原北方汉人俄齐尔塞臣毒死察合台，遂将其处决。察合台在中亚的继承者本为木阿秃干之子哈剌旭烈，但1246年至1250年间，他被酗酒的叔父也速蒙哥篡夺汗位，致使此片后来被称为察合台汗国的领地继承秩序混乱数十年。
察合台虽笃守游牧习俗，在其领地唯修建禽类栖息的水塘、仓库、小村庄，但他亦是有才干的统治者，招募异域有识之专家及当地畏兀儿官员佐治其领地。因察合台严格维护传统蒙古律法，蒙古律法禁止宰牲、小淨、礼拜等诸多伊斯兰教法内容，故而落下反穆斯林的名声。同时代穆斯林作家朱兹贾尼声称，察合台曾力劝窝阔台杀光大蒙古国境内所有穆斯林。迈克尔·霍普、彼得·杰克逊等现代历史学家认为，此说很可能与事实相去甚远：他们指出，察合台宫廷多有权势颇大的穆斯林官员与贵族，察合台依赖这些人，不太可能有无故交恶之理。更有可能的是，察合台禁止任何非蒙古律法体系在自己宫廷中施行。然而，察合台反伊斯兰、推崇《札撒》的名声，对其子孙影响颇深，相较于其他蒙古汗国（钦察汗国和伊利汗国）的后裔，察合台的后裔皈依伊斯兰教的进程要缓慢得多。

### 引用
1. ↑  Atwood 2004，第81頁; May 2017，第138頁; Allsen 1993，第124頁; Biran 2023，第46頁; Batbayar 2000，第28頁.
2. ↑  Atwood 2004，第456頁.
3. ↑  Broadbridge 2018，第49–50, 57頁; Ratchnevsky 1991，第20–21, 31頁; May 2018，第23–28頁.
4. ↑  Atwood 2004，第389–391頁.
5. ↑  Broadbridge 2018，第58–63頁; May 2017，第162頁.
6. ↑  Atwood 2004，第81頁; Broadbridge 2018，第67頁.
7. ↑  Broadbridge 2018，第67頁; May 2018，第51頁.
8. ↑  Atwood 2004，第98–99頁.
9. ↑  Dunnell 2023，第30頁; May 2017，第138頁; Hope 2022，第298頁.
10. ↑  Broadbridge 2018，第119頁; May 2017，第138–139頁.
11. ↑  Broadbridge 2018，第100頁.
12. ↑  May 2017，第138–139頁.
13. ↑  May 2017，第139頁.
14. ↑  Morgan 1986，第84–86頁; Ratchnevsky 1991，第166頁.
15. ↑  Biran 2009，第47頁; Dunnell 2023，第63頁.
16. ↑  May 2017，第138頁; Dunnell 2023，第35頁; Atwood 2004，第278頁; Atwood 2017，第36頁.
17. ↑  Atwood 2004，第81頁; May 2017，第138頁.
18. ↑  Ratchnevsky 1991，第130頁; Dunnell 2023，第42頁.
19. ↑  Dunnell 2023，第42頁; Atwood 2004，第307頁.
20. ↑  Dunnell 2023，第42頁; Atwood 2004，第431頁.
21. ↑  May 2017，第138頁.
22. ↑  Atwood 2017，第51頁; Barthold 1992，第434–437頁.
23. ↑  Ratchnevsky 1991，第131頁; Atwood 2004，第81頁; Atwood 2017，第51頁.
24. ↑  Atwood 2017，第52–53頁; Dunnell 2023，第44頁; Barthold 1992，第435頁; Ratchnevsky 1991，第136–137頁.
25. ↑  Atwood 2017，第53–54頁.
26. ↑  May 2017，第138頁; Boyle 2007，第317, 319頁.
27. ↑  May 2017，第139頁; Ratchnevsky 1991，第161–163頁.
28. ↑  Ratchnevsky 1991，第133–134頁.
29. ↑  Bernadini 2008.
30. ↑  May 2018，第68頁; Hope 2017，第32頁.
31. ↑  Atwood 2004，第81頁; May 2017，第139頁; May 2018，第69, 102頁.
32. ↑  Atwood 2004，第81, 278, 416頁; May 2017，第138頁; May 2018，第69頁.
33. ↑  Atwood 2004，第81頁; Biran 2009，第47–48頁; May 2017，第138頁; May 2018，第68–71頁; Dunnell 2023，第54–55頁.
34. ↑  Dunnell 2023，第63頁.
35. ↑  Morgan 1986，第100–101頁; Atwood 2004，第81頁.
36. ↑  Atwood 2004，第81頁; Dunnell 2023，第53頁.
37. ↑  Biran 2009，第46–48頁; Dunnell 2023，第54頁; May 2018，第257–258頁.
38. ↑  Allsen 1993，第124頁; Biran 2009，第48頁; Dunnell 2023，第63頁.
39. ↑  Allsen 1993，第124–124頁; Biran 2009，第48頁; Dunnell 2023，第62–63頁.
40. ↑  Biran 2009，第48頁.
41. ↑  Atwood 2004，第81頁; Broadbridge 2018，第169–170頁; May 2017，第138頁.
42. ↑  May 2018，第122頁.
43. ↑  Atwood 2004，第81頁; Biran 2009，第48–49頁.
44. ↑  Atwood 2004，第87頁; Hope 2022，第298–299頁.
45. ↑  Jackson 2011; Morgan 1986，第208頁; May 2018，第102–103頁.
46. ↑  Jackson 2011; Hope 2022，第299頁.
47. ↑  Atwood 2004，第87, 253頁; Biran 2023，第386頁.

### 资料来源
- Allsen, Thomas T., , de Rachewiltz, Igor  (编), , Wiesbaden: Harrassowitz Verlag: 122–135, 1993, ISBN 978-3-4470-3339-8
- Atwood, Christopher P., , New York: Facts on File, 2004  [2025-01-19], ISBN 978-0-8160-4671-3, （原始内容存档于2023-07-19）
- Atwood, Christopher P., , Rossabi, Morris  (编), , Leiden: Brill: 35–56, 2017, ISBN 978-9-0043-4340-5
- Barthold, Vasily, Bosworth, Clifford E. , 编,  Third, New Delhi: Munshiram Manoharlal, 1992  [2025-01-19], ISBN 978-8-1215-0544-4, （原始内容存档于2023-08-01）
- Batbayar, Bat-Erdene, , Leiden: Brill, 2000, ISBN 978-1-8742-6740-9
- Bernadini, Michele, , , 2008
- Biran, Michal, , , The Cambridge History of Inner Asia, Cambridge: Cambridge University Press: 46–66, 2009, ISBN 978-1-1390-5604-5
- Biran, Michal; Kim, Hodong (编), , Cambridge: Cambridge University Press, 2023, ISBN 978-1-3163-3742-4
  - Biran, Michal. "Mongol Central Asia: The Chaghadaids and the Ögödeids, 1260–1370". In Biran & Kim (2023).
  - Dunnell, Ruth W. "The Rise of Chinggis Khan and the United Empire". In Biran & Kim (2023).
- Boyle, John Andrew, Boyle, J. A. , 编, , Cambridge: Cambridge University Press, 2007, ISBN 978-1-1390-5497-3, doi:10.1017/CHOL9780521069366
- Broadbridge, Anne F., , Cambridge Studies in Islamic Civilization, Cambridge: Cambridge University Press, 2018, ISBN 978-1-1086-3662-9
- Hope, Michael, , May, Timothy  (编),  I, Santa Barbara: ABC-CLIO: 31–33, 2017, ISBN 978-1-6106-9339-4
- Hope, Michael, , May, Timothy; Hope, Michael  (编), , Abingdon: Routledge: 298–316, 2022, ISBN 978-1-3151-6517-2
- Jackson, Peter, , , 2011  [2025-01-19], （原始内容存档于2025-03-12）
- May, Timothy, , May, Timothy  (编),  I, Santa Barbara: ABC-CLIO: 138–139, 2017, ISBN 978-1-6106-9339-4
- May, Timothy, , Edinburgh: Edinburgh University Press, 2018  [2025-01-19], ISBN 978-0-7486-4237-3, JSTOR 10.3366/j.ctv1kz4g68, （原始内容存档于2023-04-24）
- Morgan, David, , The Peoples of Europe, Oxford: Blackwell Publishing, 1986, ISBN 978-0-6311-7563-6
- Ratchnevsky, Paul, , 由Thomas Haining翻译, Oxford: Blackwell Publishing, 1991, ISBN 978-0-6311-6785-3

| 前任： 无 | 察合台汗国可汗 1225年–1242年 | 繼任： 哈剌旭烈 |